# Кучано-Мешхедская долина
Куча́но-Мешхе́дская доли́на — тектоническая впадина в Иране, отделяющая горы Копетдаг от центральных хребтов Туркмено-Хорасанских гор. Включает в себя долины рек Атрек и Кешефруд и плоский водораздел между ними (высотой 1350 м), а также примыкающие подгорные равнины.
Протяжённость долины составляет 275 км при ширине от 15 до 30 км. Преобладающие высоты составляют 1000—1500 м. Сложена пролювиально-аллювиальными (часто лёссовидными) отложениями, характерна высокая сейсмичность. Количество осадков составляет около 200 мм в год. Господствуют ландшафты предгорных пустынь; по дну протягивается почти непрерывная цепь оазисов с городами Мешхед, Кучан, Ширван. Кучано-Мешхедская долина — основной район орошаемого земледелия северо-восточного Ирана (возделываются хлопчатник, опийный мак, овощи, зерновые культуры; многочисленные сады и виноградники).
Переселённые в долину курдские племена выполняли в прошлом роль пограничной стражи. Город Кучан после землетрясения 1893 года перенесён на 13 км к востоку.